# Добре (село, Баштанський район)
До́бре — село в Україні, у Баштанській міській громаді Баштанського району Миколаївської області. Населення становить 1640 осіб.

## Герб
Щит перетятий зеленим і срібним. У першій частині золотий сонях. У другій частині виникає маковий кущ з зеленими стеблом та листками і п’ятьма червоними квітками в балку, три і дві. 

## Географія
Через село проходить залізниця, станція Явкине. У селі бере початок Балка Добринька.

## Історія
Село Добре засновано як німецько-єврейська колонія в 1854 році на балці, яка також носила назву «Доброї». Тоді село називалось Колонія Добра. 
Станом на 1886 рік у колонії Полтавської волості мешкало 1566 осіб, налічувався 121 двір, існували лютеранський молитовний будинок, 2 єврейських молитовних будинки, 2 школи, лазня, земська поштова станція, 2 лавки, базар по неділях, залізнична станція.
7 (20) листопада 1917 року, відповідно до Третього Універсалу Української Центральної Ради, увійшло до складу Української Народної Республіки.  

## Населення
Згідно з переписом УРСР 1989 року чисельність наявного населення села становила 1864 особи, з яких 884 чоловіки та 980 жінок.
За переписом населення України 2001 року в селі мешкали 1723 особи.

### Мова
Розподіл населення за рідною мовою за даними перепису 2001 року:
| Мова       | Відсоток |
| ---------- | -------- |
| українська | 94,09 %  |
| російська  | 4,92 %   |
| молдовська | 0,52 %   |
| білоруська | 0,41 %   |
| вірменська | 0,06 %   |

## Об'єкти соціальної сфери
- Добренська ЗОШ І-ІІІ ступенів ім. О. Я. Летючого
- Добренський ДНЗ «Лелеченя» ім. П. Л. Бограда
- Добренський сільський клуб
- Відділення поштового зв'язку «Укрпошти»
- Сільська бібліотека

## Економіка
- Добренський ФАП
- ПП «Семенов»
- ПрАТ «Явкинський елеватор»
- ТОВ СП «Нібулон»
- 11 торгівельних об'єктів
- ДНВП «Золотий колос Баштанський» (саджанці плодових, декоративних дерев, кущів, квітів)
- ТОВ «Фрея-Агро»

## Постаті
В селі похований Ярков Олександр Іванович — солдат, Збройні сили України, учасник АТО на Сході України